# Microtityus guantanamo
Espèce
Microtityus guantanamo est une espèce de scorpions de la famille des Buthidae.

## Distribution
Cette espèce est endémique de la province de Guantánamo à Cuba,.

## Étymologie
Son nom d'espèce lui a été donné en référence au lieu de sa découverte, la province de Guantánamo.

## Publication originale
- Armas, 1984 : « Escorpiones del Archipelago Cubano. 7. Adiciones y enmiendas (Scorpiones: Buthidae, Diplocentridae). » Poeyana, no 275, p. 1-37.